# Rodney Kageyama
Rodney Masao Kageyama (* 1. November 1941 in San Mateo, Kalifornien; † 9. Dezember 2018 in Los Angeles, Kalifornien) war ein US-amerikanischer Schauspieler.

## Leben
Kageyama war der Sohn japanischer Immigranten in zweiter Generation. Er wurde in der Nähe von San Mateo geboren.
Im Jahr 2007 wurde bei Kageyama, der jahrzehntelang mit Komplikationen durch HIV zu kämpfen hatte, ein Non-Hodgkin-Lymphom diagnostiziert. Er unterzog sich einer Chemotherapie und wurde im Frühjahr 2008 für krebsfrei befunden.
Nachdem der Oberste Gerichtshof der Vereinigten Staaten die Anerkennung gleichgeschlechtlicher Partnerschaften in Kalifornien am 26. Juni 2013 für rechtmäßig erklärt hatte, heiratete Kageyama seinen langjährigen Lebenspartner Ken White noch im selben Jahr.
Kageyama engagierte sich in der Gemeinde „Little Tokyo“ und arbeitete ehrenamtlich für verschiedene Organisationen – so moderierte und plante er regelmäßig Wohltätigkeitsveranstaltungen und spielte „Shogun Santa“. Ab 2000 war Dozent im Japanese American National Museum, wo er Kindern die Geschichte nahebrachte und sich für die kulturelle Verständigung einsetzte. Zudem war er im Tierschutz aktiv.
Im Alter litt er zunehmend an gesundheitlichen Problemen. So musste er sich beide Hüftgelenke ersetzen lassen und war fortan auf eine Gehhilfe angewiesen. In seinen letzten Lebensjahren war er zudem aufgrund einer Nierenerkrankung auf Dialyse angewiesen. 2018 erlitt er zudem einen leichten Schlaganfall.
Er starb acht Tage nach seinem 77. Geburtstag und wurde von seinem Partner überlebt.

## Karriere
Kageyama begann seine Karriere 1965 in San Francisco als eines der Gründungsmitglieder der Asian American Theater Company. Während seiner Zeit in San Francisco besuchte er das American Conservatory Theater.
1979 zog Kageyama mit seinem Partner nach Los Angeles, wo er sich der asiatisch-amerikanischen Theatergruppe East West Players (EWP) anschloss. Er arbeitete als Schauspieler, Regisseur und auch als Kostümbildner. Im Jahr 1993 führte Kageyama Regie bei The Grapevine, das am Los Angeles Theatre Center zur Aufführung kam. Das Stück stammte aus der Feder von Soji Kashiwagi,  Gründer des Grateful Crane Ensemble. Im Frühjahr 2001 spielte Kageyama den Erronius in einer rein asiatisch-amerikanischen Produktion des Musicals A Funny Thing Happened on the Way to the Forum.
Neben der Arbeit auf und hinter der Bühne wirkte er in vielen Film- und Fernsehproduktion mit. Bekannt wurde er durch Auftritte in Filmen wie The Karate Kid Part II, The Next Karate Kid, Gung Ho und dessen Fernseh-Spin-Off, sowie durch Showdown in Little Tokyo. Er war auch in Fernsehserien wie Quantum Leap und Home Improvement zu sehen.
Im Jahr 1984 freundete sich Kageyama am Set eines Werbespots von Coca Cola mit Chris Tashima an, dem Gründer von Cedar Grove OnStage. In der Folgezeit entwarf Kageyama Kostüme und wirkte als Crew-Mitglied an verschiedenen Kurzfilmen unter der Regie von Tashima mit, darunter der mit einem Academy Award ausgezeichnete Visas and Virtue aus dem Jahr 1997. Einen letzten Auftritt vor der Kamera hatte er 2015 in dem Kurzfilm Therapy Required.
Kageyama war zudem Teil der Filmausstellung „Golden Dreams“ im Themenpark „Adventureland“ des Disneyland Resorts in Kalifornien.
Im deutschen Sprachraum wurde Kageyama, der Mitglied der Screen Actors Guild (SAG) war, unter anderem von Andreas Conrad, Peter Groeger, Jan Koester, Hans-Rainer Müller, Holger Potzern, Gerd Rigauer, Axel Scholtz, F.G.M. Stegers und Peter Thom synchronisiert.

## Filmografie (Auswahl)
- 1976: The Taming of the Shrew (Fernsehfilm)
- 1981: Die Jeffersons (Fernsehserie)
- 1982: Frank Buck – Abenteuer in Malaysia (Fernsehserie)
- 1982: Quincy (Fernsehserie)
- 1982: Unsere kleine Farm (Fernsehserie)
- 1982: Zwei dicke Freunde
- 1983: Die Himmelhunde von Boragora (Fernsehserie)
- 1983: Operation Osaka (Fernsehfilm)
- 1984: Trio mit vier Fäusten (Fernsehserie)
- 1984: Vier auf der Flucht (Fernsehfilm)
- 1985: Charles in Charge (Fernsehserie)
- 1985: Teen Wolf – Ein Werwolf kommt selten allein
- 1985: Ein Engel auf Erden (Fernsehserie, Host)
- 1986: The Garry Shandling Show: 25th Anniversary Special
- 1986: Gung Ho
- 1986: Unglaubliche Geschichten (Fernsehserie)
- 1986: Chuck Norris: Karate Kommandos (Fernsehserie)
- 1986: Lazer Tag Academy (Fernsehserie)
- 1986–1987: Gung Ho (Fernsehserie)
- 1988: Amen (Fernsehserie)
- 1988: Vibes – Die Jagd nach der glühenden Pyramide
- 1988: Der Dicke und die Schöne… zum Fressen gern
- 1988: 227 (Fernsehserie)
- 1989: Alles auf Sieg
- 1989: Sugarbaker’s: Mann muss nicht sein (Fernsehserie)
- 1990: Pretty Woman
- 1990: Newhart (Fernsehserie)
- 1990: Brennende Erde (Fernsehfilm)
- 1990: Die besten Jahre (Fernsehserie)
- 1990: Der Prinz von Bel-Air (Fernsehserie)
- 1990–1992: Zurück in die Vergangenheit (Fernsehserie)
- 1991: Eine schrecklich nette Familie (Fernsehserie)
- 1991: Showdown in Little Tokyo
- 1991: Baby Talk (Fernsehserie)
- 1992: Tequila und Bonetti (Fernsehserie)
- 1992: Mord ist ihr Hobby (Fernsehserie)
- 1993: Echt super, Mr. Cooper (Fernsehserie)
- 1994: Alle unter einem Dach (Fernsehserie)
- 1994: Karate Kid IV – Die nächste Generation
- 1994: Harrys Nest
- 1995: 13 auf einen Streich (Fernsehserie)
- 1995: Hör mal, wer da hämmert (Fernsehserie)
- 1996: Devo Presents Adventures of the Smart Patrol (Videospiel)
- 1997: Brüder (Fernsehserie)
- 1997: In Heaven & Earth (Kurzfilm)
- 1999: Godzilla 2000 – Millennium
- 1999: After One Cigarette (Kurzfilm)
- 2000: Stanley’s Gig
- 2001: Golden Dreams (Kurzfilm)
- 2002: Arli$$ (Fernsehserie)
- 2005: Pawns of the King (Kurzfilm)
- 2007: Mamo’s Weeds (Kurzfilm)
- 2008: Las Vegas (Fernsehserie)
- 2014: Die drei Hundketiere retten Weihnachten
- 2015: Therapy Required (Kurzfilm)

## Theater (Auswahl)
- 1985: Rashomon (East West Players, Los Angeles)
- 1993: The Grapevine (Los Angeles Theatre Center, Los Angeles)
- 2001: A Funny Thing Happened on the Way to the Forum (East West Players, Los Angeles)

## Auszeichnungen
- 1985: Drama Logue Award für das Kostümdesign von Rashomon (East West Players, Los Angeles)
- 2005: Rae Creevey Award für „Ehrenamtliche Tätigkeit“ (East West Players’ 39th Anniversary Awards)
- 2006: Community Treasures Award (Cherry Blossom Festival of Southern California)
- 2012: Visionary Award (East West Players’ 46th Annual Visionary Awards)
- 2016: Nisei Week Inspiration Award (Nisei Week Foundation)